# Guazapa

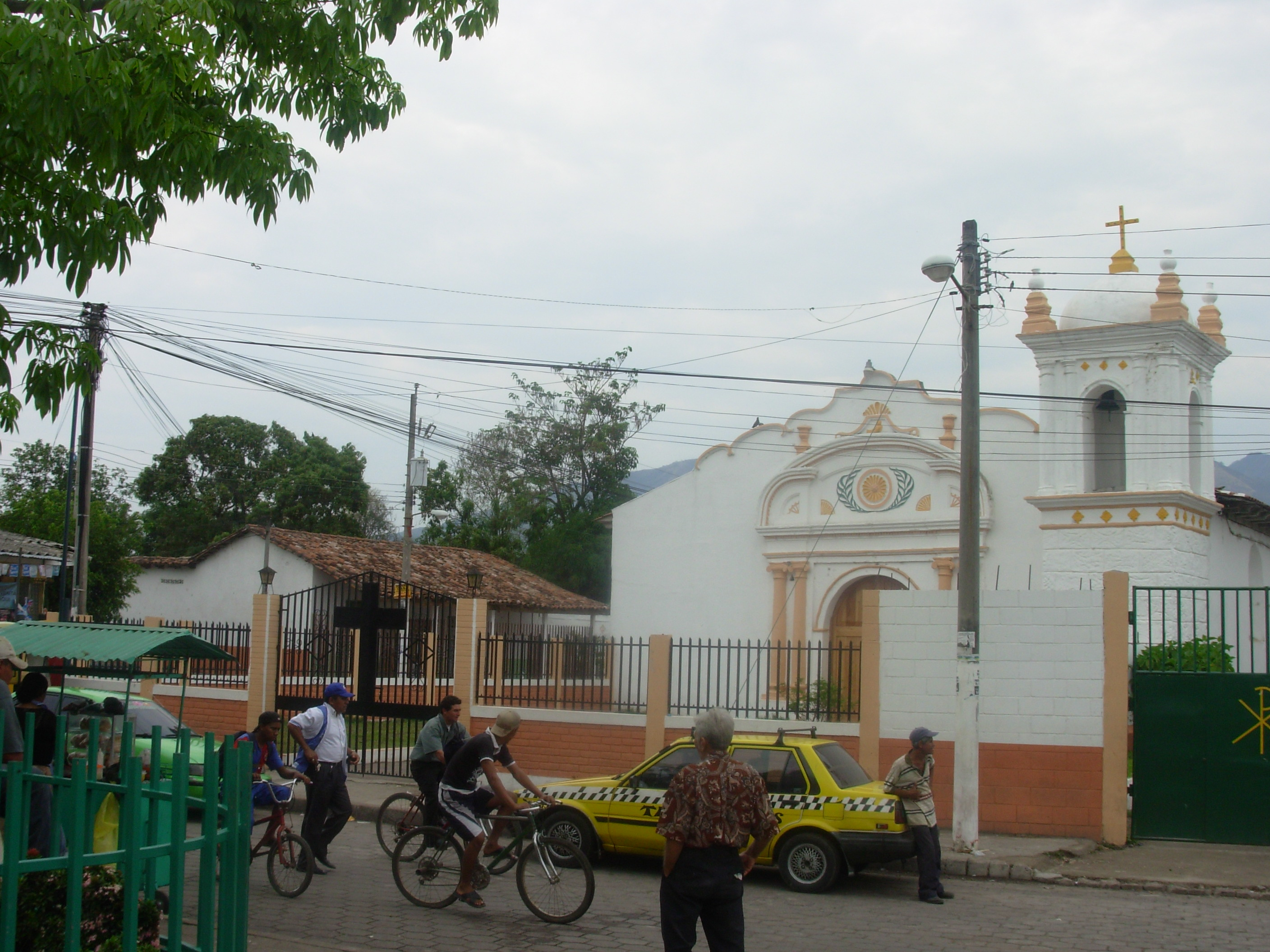
Guazapa mit katholischer Kirche (2007)

Guazapa ist eine Stadt und ein Municipio in El Salvador in Mittelamerika im Distrikt Tonacatepeque des Departamentos San Salvador und hat 22.906 Einwohner (2007) auf 63,65 km².
Die Stadt liegt auf einer Höhe von 414 m ü. NN in 20 km Entfernung nördlich der Landeshauptstadt San Salvador. Sie ist im Norden begrenzt von Aguilares und Suchitoto (Cuscatlán), im Osten durch Suchitoto und San José Guayabal, nach Süden durch Tonacatepeque und Apopa und im Westen durch Nejapa und Aguilares.
Bedeutendste Naturerscheinung ist der Schichtvulkan Cerro de Guazapa.